# مونتاژ (تگزاس)
مونتاژ (به انگلیسی: Montague) یک منطقهٔ مسکونی در ایالات متحده آمریکا است که در شهرستان مونتاگ، تگزاس واقع شده‌است. مونتاژ ۳۰۴ نفر جمعیت دارد و ۳۲۷٫۰۵ متر بالاتر از سطح دریا واقع شده‌است.